# 네 아이는 네 아이가 아니다
《네 아이는 네 아이가 아니다》(중국어: 你的孩子不是你的孩子, 병음: Nǐ de hái zi bù shì nǐ de hái zi 니더하이쯔부스니더하이쯔[*], 영어: On Children 온 칠드런[*])는 타이완의 텔레비전 드라마.

## 등장 인물
- 엄마의 리모콘(媽媽的遙控器)
- 고양이의 아이(貓的孩子)
- 재스민의 말일(茉莉的最後一天
- 공작(孔雀)
- 과잉 행동이 필요(必須過動)